# Die Brücke

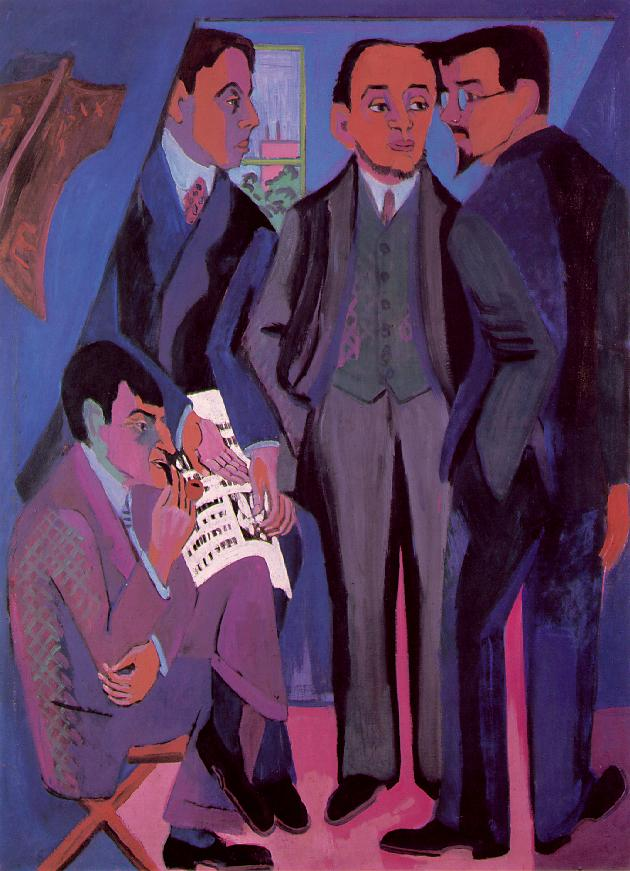
Čtveřice zakladatelů na Kirchnerově obrazu z let 1926–1927. Zleva: sedící Mueller, Kirchner, Heckel a Schmidt-Rottluff.

Die Brücke (Most) byla německá umělecká skupina, která vznikla roku 1905 v Drážďanech. Zakládajícími členy byli studenti architektury Fritz Bleyl, Erich Heckel, Ernst Ludwig Kirchner a Karl Schmidt-Rottluff, dalšími později Emil Nolde, Max Pechstein a Otto Mueller. Název skupiny vymyslel Schmidt, inspirovaný dilem Tak pravil Zarathustra od Friedricha Nietzsche, konkrétně těmito pasážemi z úvodu knihy: Co je velkého na člověku, jest, že je mostem, a nikoli účelem: co lze milovati na člověku, jest, že je přechodem a zánikem. Miluji toho, čí duše jest hluboká i v poranění a kdo může zahynouti malým zážitkem: tak půjde rád přes most. Skupina se rozpadla v roce 1913. Jedním z důvodů byla tiskem vydaná kronika skupiny, sepsaná Kirchnerem. Ostatní členové ji považovali za Kirchnerovu sebestřednou záležitost. Původním cílem skupiny bylo vytvoření pomyslného mostu mezi uměním minulosti a moderní avantgardou, v důsledku se potom BRÜCKE zařadilo mezi skupiny s největším dopadem na moderní umění a fakticky vytvořil expresionismus. Z umění minulosti se umělci nechali inspirovat především Albrechtem Dürerem, Grünewaldem nebo Cranachem starším, z moderny to byl Edvard Munch a fauvismus.

## Historie

### Drážďanské období

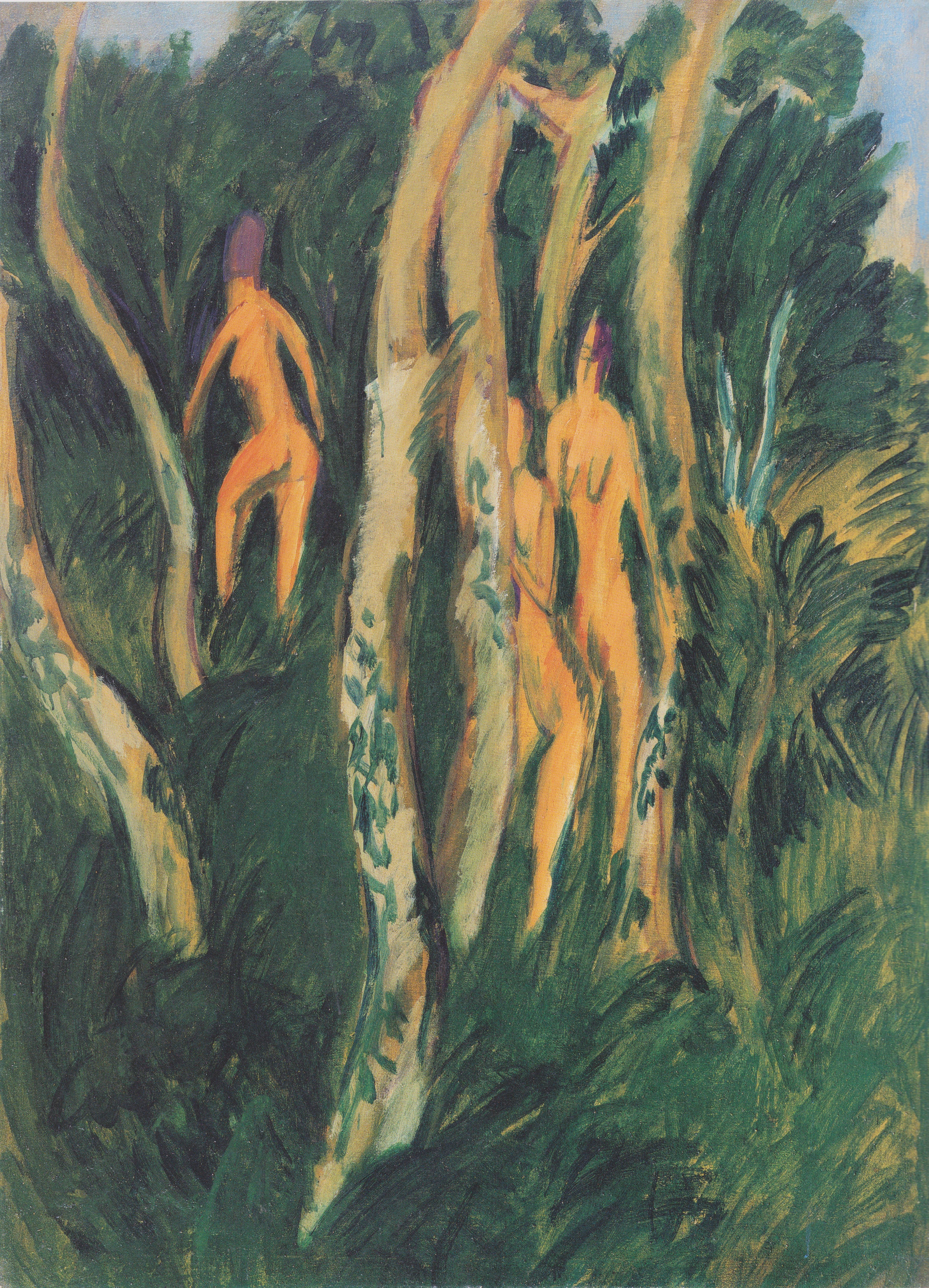
Ernst Ludwig Kirchner: Tři akty pod stromy, 1913

Členové Brücke se seznámili postupně. Na kurzu geometrie na drážďanské technice se nejprve spřátelili Kirchner s Bleylem. Ve stejné době se ještě v Chemnitz poznali Schmidt s Heckelem. V průběhu letního semestru 1905 se všichni čtyři sešli na drážďanské technice. 7. června 1905 se rozhodli založit hnutí s názvem Die Brücke.
Skupina začínala v drážďanském Friedrichstadtu, kam členové přicházeli za Erichem Heckelem, který zde od roku 1904 žil se svými rodiči v domě Berliner Straße 65. Od založení BRÜCKE odtud vedl obchodní zastupitelství skupiny.
Kirchner se do Friedrichstadtu přestěhoval v roce 1906. V bývalém řeznickém krámu na Berliner Straße 60, který najal Heckel, si zřídil ateliér. Ve stejném domě žil po krátký čas i Karl Schmidt-Rottluff. Dům byl zničen v roce 1945. Zde Kirchner využil dvou malých přízemních místností a chodby, prostoru jen o málo většího než 26 m2, jako studiový apartmán. Ateliér byl vybaven látkami – autorskými tisky a vyřezávaným inventářem. Proto lze tyto motivy nalézt v pozadí obrazů umělců BRÜCKE, které zde vznikaly.
Složení skupiny se průběžně měnilo. Na podzim 1907 ji opustil Fritz Bleyl, který dal přednost kariéře pedagoga, jež ho dokázala hmotně zabezpečit. Na pozvání Karla Schmidta, který si podle rodné vesnice u Chemnitz přidal k příjmení doplněk Rottluff, přijal členství v BRÜCKE téměř o generaci starší Emil Nolde. Po roce sice formálně členství ve skupině zrušil, zůstal s ní nicméně v přátelských kontaktech. Výraznější stopu v dějinách skupiny zanechal Max Pechstein. Tento syn dělníka ze Zwickau studoval na Akademii v Drážďanech a roku 1906 se seznámil s Kirchnerem a Heckelem. Ještě téhož roku se stal i on jedním z BRÜCKE. Ani Pechstein však ve skupině nezůstal až do jejího zániku. V roce 1912 ho ostatní členové vyloučili, protože se zúčastnil výstavy berlínské skupiny Sezession. Posledním z "kmenových" členů BRÜCKE byl Otto Mueller. Jeho obrazy na výstavě Nové berlínské secese v roce 1910 zaujaly malíře skupiny natolik, že mu ihned nabídli členství.

Jiní malíři sice do BRÜCKE rovněž patřili, jejich podíl ale spočíval hlavně v účasti na výstavách skupiny, osobní styk s kmenovými členy nebyl příliš frekventovaný. Patřili mezi ně Cuno Amiet, Akseli Gallen-Kallela, Kees van Dongen, Franz Nölken a Bohumil Kubišta.

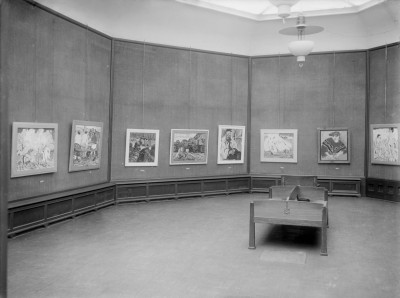
Výstava skupiny Brücke v drážďanské galerii Emila Richtera v roce 1909

Malíři BRÜCKE se od samotného počátku starali o kontakt s veřejností, tedy o to, pro co se dnes používá pojem public relations. Snažili se, aby o nich vycházely články v tisku, pokoušeli se získat příznivce a mecenáše. Na Noldeho radu založili roku 1906 statut pasivního členství. Pro tyto členy-abonenty vydali v rozmezí let 1906–1912 sedm alb grafických listů, zpravidla o třech kusech. V roce 1913 bylo pasivních členů 80, roční členský příspěvek, do něhož bylo zahrnuto i zmíněné album grafik, činil 12 marek. Nejdůležitějším kontaktem s veřejností ale byly výstavy. Během své existence skupina uspořádala nebo se zúčastnila na více než 70 výstavách v Německu i v Evropě. První proběhla půl roku po založení skupiny, poslední počátkem roku 1913. Tvorba BRÜCKE však byla zpočátku přijímána většinou negativně. Když roku 1908 vybaloval Schmidt-Rottluff obraz, jenž se zúčastnil jakési putovní výstavy, nalezl na jeho rámu nápisy cenová záhada, ubohý obraz, idiot, blbost. Malíři BRÜCKE se však nenechali odradit. Pravidelně v září jim v letech 1907–1909 renomovaná drážďanská Galerie Richter pořádala větší výstavy. Vrcholem výstavní činnosti drážďanského období byla v roce 1910 retrospektiva BRÜCKE v místní Galerii Arnold, na které bylo vystaveno přes sto maleb, akvarelů, kreseb, grafických listů a plastik.
V prvních letech trávili "kmenoví" malíři většinu času spolu. Sdíleli ateliér, malířské náčiní i modelky, které bývaly často i jejich milenkami. V letních měsících ale Drážďany opouštěli a v duchu tehdy opět módního Rousseauova hesla zpátky k přírodě pobývali na venkově nebo na odlehlých místech, obyčejně se svými modelkami. Heckel a Schmidt-Rottluff jezdívali do rybářské vesnice Dangast při Severním moři, Pechstein a Kirchner trávili léto u rybníků poblíž Moritzburgu.
Kvůli zajištění hmotné existence bylo pro malíře důležité získávat mecenáše, resp. sběratele svých obrazů. V roce 1908 poznali Heckel a Schmidt-Rottulff sběratelku umění Rosu Schapire, která od té doby BRÜCKE podporovala. Zpracovala rovněž první katalog Schmidt-Rottluffových prací.
Roku 1908 se Pechstein po několikaměsíčním studijním pobytu v Paříži přestěhoval do Berlína. O dva roky později stál u založení umělecké skupiny Neue Secession (Nová secese), složené z umělců, jejichž díla byla odmítnuta pořadateli výstavy skupiny Berliner Secession (Berlínská secese). Protože byli v Nové secesi zastoupeni převážně expresionističtí malíři, BRÜCKE se k ní připojilo.

### Berlínské období

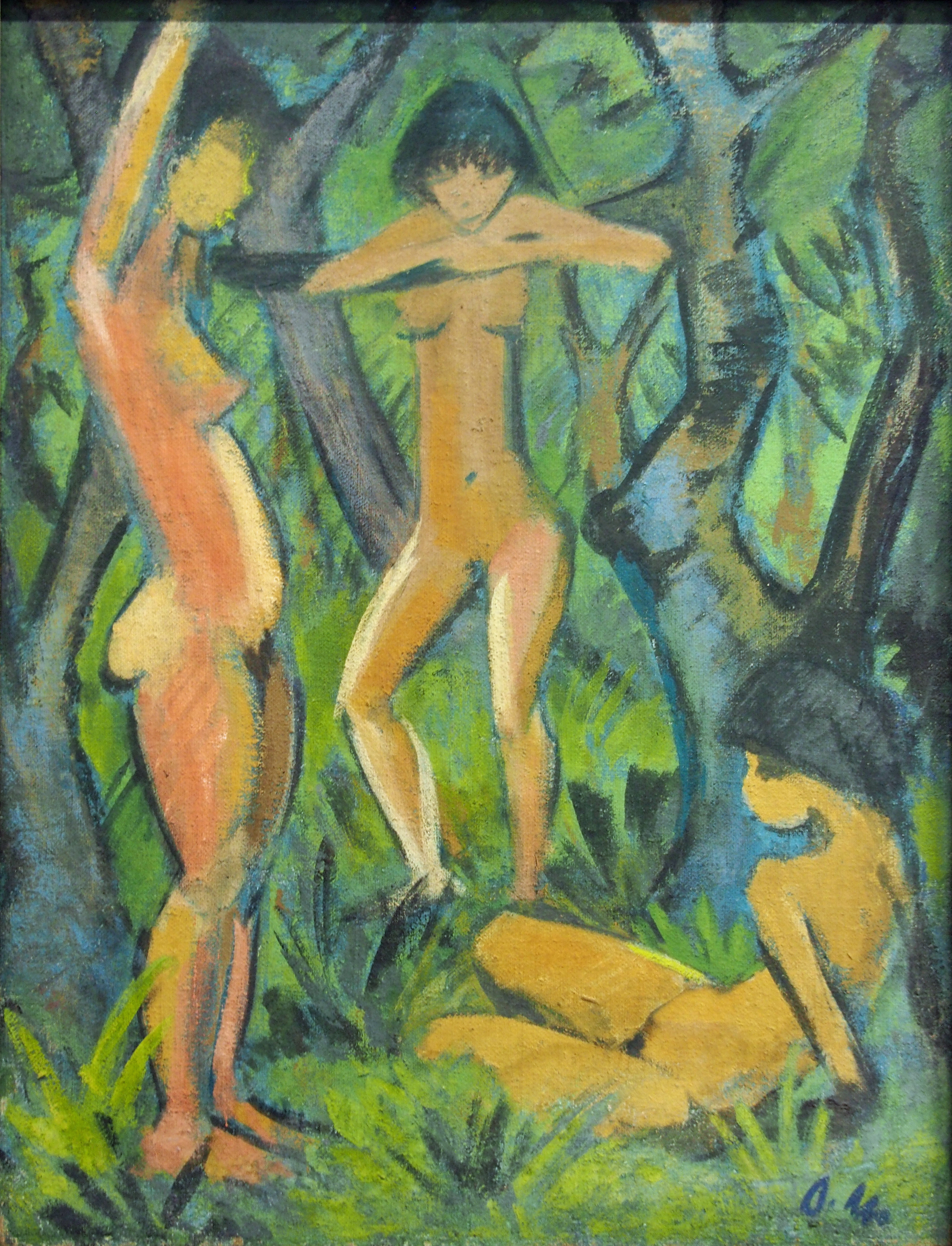
Otto Mueller: Tři akty v lese, 1911

V roce 1911 prožili Heckel s Kirchnerem a svými modelkami poslední léto u moritzburských rybníků. Na podzim se všichni malíři BRÜCKE přestěhovali za Pechsteinem do Berlína. Ten byl v té době – spolu s Mnichovem – hlavním kulturním centrem Německa. Bylo tam možné navazovat kontakty a zhlédnout výstavy současného evropského umění. Tamní obec sběratelů umění byla otevřenější moderním vlivům v malířství a tím i stoupala možnost prodeje obrazů. Ještě v prosinci 1911 založili Kirchner s Pechsteinem v Berlíně malířskou školu s názvem Moderne Unterricht in Malerei (Moderní výuka malířství). Projekt skončil fiaskem: Do září následujícího roku, kdy byla uzavřena, přilákala jen dva žáky.
Organizační záležitosti měl na starosti – stejně jako v Drážďanech – Heckel, který si pronajal stropní byt v Mommsenstrasse 60. Rok 1912 byl vyvrcholením působení BRÜCKE v Berlíně a zároveň počátkem konce. V zimě 1911/1912 se na výstavě Nové secese BRÜCKE prezentovalo jako vůdčí skupina německé moderny. V únoru 1912 vystavovalo BRÜCKE v Mnichově společně se skupinou Der Blaue Reiter, v dubnu téhož roku proběhla v Galerii Gurlitt velká výstava BRÜCKE, k níž byl vydaný katalog s jedenácti originálními dřevoryty. V té době byl ale Pechstein pro ztrátu důvěry vyloučený z Nové secese. Brücke z ní ze solidarity vystoupilo rovněž. Poté, co Pechstein přes protesty dalších členů obeslal výstavu konzervativní Berlínské secese, byl vyloučený i z BRÜCKE. Malíři se postupně vydali každý svou cestou. Poslední spoluprací byl plakát k mnichovské výstavě Neuen Kunstsalons (Nového uměleckého salónu): Kirchner vytvořil dřevoryt, Heckel napsal text. Krátce nato vydal vydal Kirchner kroniku BRÜCKE, v níž nekriticky vyzdvihl své působení ve skupině. To ostatní členy pobouřilo. 27. května 1913 vyšlo v tisku oznámení, podepsané Amietem, Heckelem, Muellerem a Schmidtem-Rottluffem, že umělecká skupina BRÜCKE je jako organizace rozpuštěna.

## Dílo
Zcela nezávisle na sobě, v roce 1905, se ve Francii a v Německu vytvořily skupiny malířů, jimž byl společný odpor vůči akademické malbě. Ale zatímco fauvistům s Matissem na čele šlo o dekorativní kvality harmonie barev a rytmu obrazů, v tvorbě umělců BRÜCKE lze vystopovat vlivy severské tradice úzkosti a pesimismu, jakou je možné nalézt např. u Muncha. Tam, kde Matisse uklidňuje, vyvolávají němečtí expresionisté bouřlivé emoce. Zatímco fauvisté nežili pohromadě a s pojmem "fauvismus" se nikdy neztotožnili, malíře BRÜCKE držela pohromadě víra v nezištnou pospolitost a solidaritu, kterou měli uskutečnit zejména mladí umělci. Tvorba německých malířů čerpala podněty z mnoha oblastí a v mnoha oblastech nacházela výraz. Prakticky všichni členové BRÜCKE se zabývali grafikou, hlavně dřevořezem. I úvodní manifest skupiny z roku 1906 vyřezal Kirchner technikou dřevořezu a navíc jako variaci na gotické písmo. Většina z nich vytvářela antropomorfní plastiky, inspirované uměním tzv. primitivních národů Asie a Afriky. Ale doménou byla malba. Malíře BRÜCKE fascinovala tvorba pozdně středověkých Matthiase Grünewalda a Albrechta Dürera, právě tak jako van Gogha, Gauguina či Muncha. Tomu nabídli členství, ale Nor je nepřijal.
Malíři BRÜCKE dávali přednost výrazu (expresi) před kompozicí. Důsledkem bylo používání výrazných barev. V prvních letech existence skupiny si byly obrazy jednotlivých tvůrců podobné, teprve později, zejména po přesídlení do Berlína, si každý z nich vytvořil svůj vlastní styl. Zářivé, velké barevné plochy však po dobu existence skupiny zůstaly všem malířům BRÜCKE společné.

## Die Brücke a Čechy
S BRÜCKE se dostali do kontaktu čeští malíři sdružení v umělecké skupině Osma. Buď Willi Nowak nebo Friedrich Feigl, kteří na jaře 1911 pobývali v Berlíně, pozvali německé malíře k návštěvě Čech. V polovině května téhož roku přijel Otto Mueller spolu s manželkou Marií za Nowakem do Mníšku. Na posledních čtrnáct dní jejich pobytu, který se protáhl až do srpna, se k nim připojil i Kirchner. Lze předpokládat, že na setkáních členů BRÜCKE s Bohumilem Kubištou, Emilem Fillou, Vincencem Benešem či Otakarem Kubínem se probíraly možnosti výstav.
V následujících letech se skutečně několik projektů uskutečnilo. Vincenc Beneš, Emil Filla, Bohumil Kubišta, Antonín Procházka, Willi Nowak a Ernst Ascher měli roku 1912 možnost představit své obrazy na slavné výstavě Sonderbundu v Kolíně nad Rýnem. Samotný Kubišta, který se stal oficiálním členem BRÜCKE, se prezentoval na berlínských výstavách Nové secese v letech 1912 a 1913. Prostřednictvím Kirchnera, který vlastnil fotografie Kubištových pláten, se obrazy českého umělce dostaly i k Franzi Markovi a Vasiliji Kandinskému. Naopak němečtí malíři vystavovali v Praze. Na podzim 1912 proběhla v Obecním domě druhá výstava Skupiny výtvarných umělců. Ta vznikla v roce 1911 a patřili do ní nejen malíři a sochaři, ale také architekti, spisovatelé, hudebníci a výtvarní teoretici. Jako hosté v Obecním domě vystavovali Kirchner, Mueller a Erich Heckel. Výstava dokumentovala značný vliv, který měli němečtí expresionisté na umělce Skupiny výtvarných umělců.

## Manifest BRÜCKE

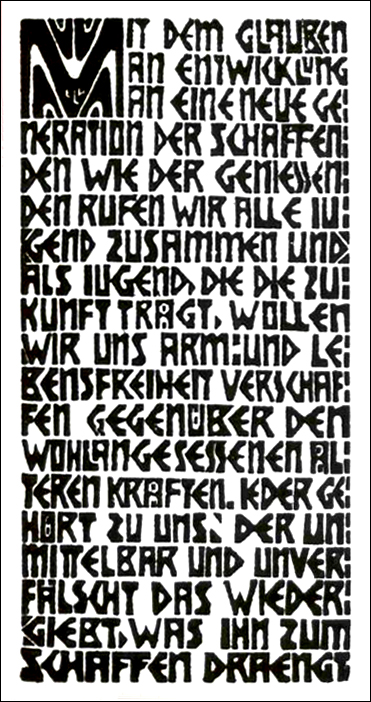
Dřevořezem provedený manifest skupiny z roku 1906

| „ | Ve víře v rozvoj a v novou generaci tvořících umělců a přihlížejících diváků voláme ke všem mladým lidem jako k poslům budoucnosti. Chceme bojovat za svobodu svých gest proti starým zpohodlnělým silám. Hlásíme se ke všem, kteří malují bez napodobení tradic se silou, která je nutí tvořit. | “ |

## Členové skupiny
- Ernst Ludwig Kirchner (1905–1913)
- Karl Schmidt-Rottluff (1905–1913)
- Fritz Bleyl (1905–1907)
- Erich Heckel (1905–1913)
- Max Pechstein (1906–1912)
- Emil Nolde (1906–1907)
- Otto Mueller (1910–1913)

Další osoby sice do skupiny patřily, ale jejich sounáležitost se omezovala spíše na příležitostnou spolupráci s některými jinými členy skupiny.
- Cuno Amiet (1906–1913)
- Akseli Gallen-Kallela (1907–1908)
- Kees van Dongen (1908–1913)
- Franz Nölken (1908–1912)
- Bohumil Kubišta (1911–1913)

### Galerie

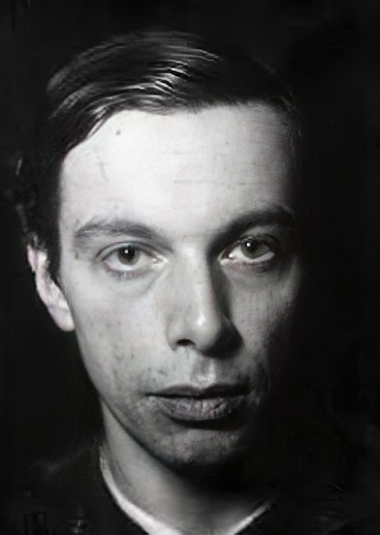
Ernst Ludwig Kirchner v roce 1919
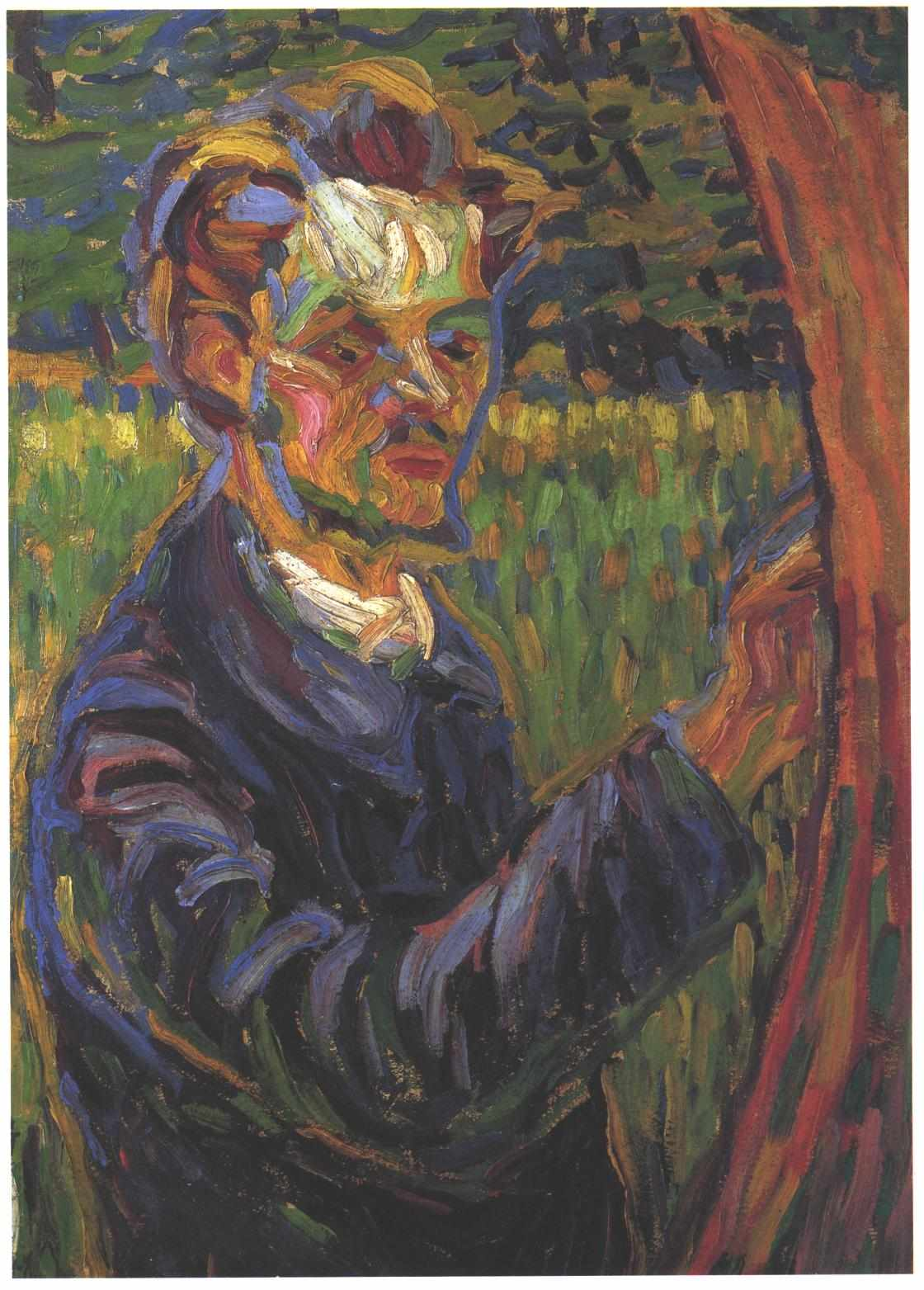
Kirchnerův portrét Ericha Heckela
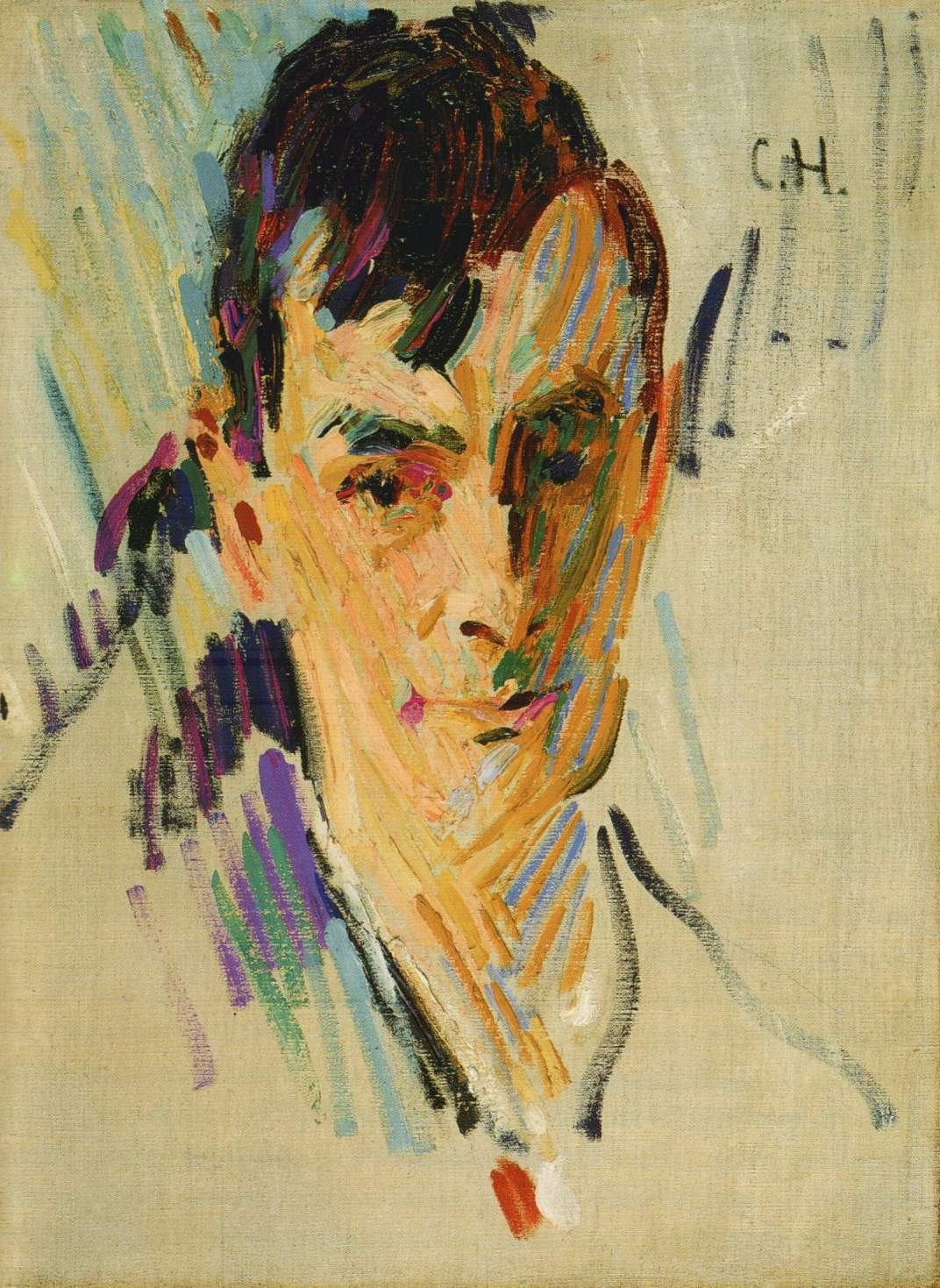
Portrét Otto Muellera od Curta Herrmanna
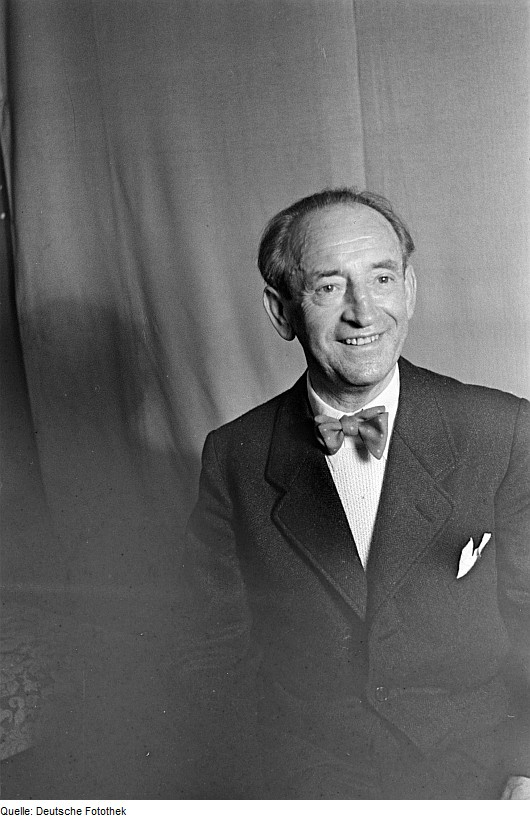
Max Pechstein v roce 1946
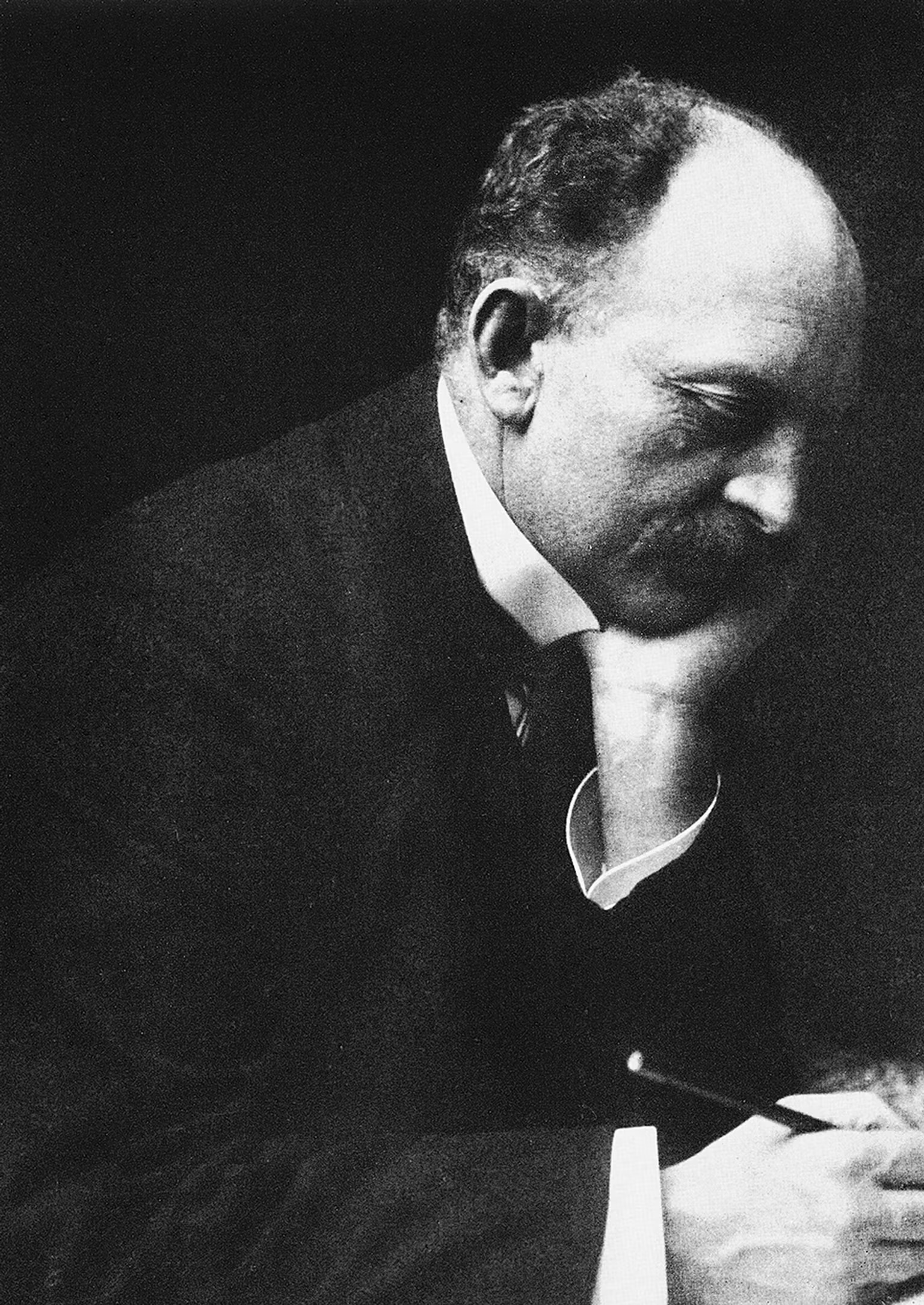
Emil Nolde v roce 1929